# Грант Сілкок
Грант Сілкок (англ. Grant Silcock; нар. 21 травня 1975) — колишній австралійський тенісист.
Найвищу одиночну позицію світового рейтингу — 536 місце досяг 7 липня 1997, парну — 89 місце — 8 липня 2002 року.
Здобув 1 парний титул.
Найвищим досягненням на турнірах Великого шолома було 2 коло в парному розряді.

## Фінали турнірів ATP за кар'єру

### Парний розряд: 1 (1–0)
| Результат | В-П | Дата     | Турнір  | Покриття | Партнер         | Суперники                | Рахунок |
| --------- | --- | -------- | ------- | -------- | --------------- | ------------------------ | ------- |
| Перемога  | 1–0 | Кві 1999 | Гонконг | Тверде   | Джеймс Грінхелг | Андре Агассі Девід Вітон | W/O     |

## Титули на челленджерах

### Парний розряд: (9)
| Ранг | Рік  | Турнір                  | Покриття | Партнер        | Суперники                               | Рахунок       |
| ---- | ---- | ----------------------- | -------- | -------------- | --------------------------------------- | ------------- |
| 1.   | 1997 | Альпірсбах, Німеччина   | Ґрунт    | Матіас Гунінґ  | Алекс Лопес Морон Фабіо Маджі           | 5–7, 6–4, 7–5 |
| 2.   | 1998 | Віннетка, США           | Тверде   | Майлз Вейкфілд | Джефф Грант Марк Мерклейн               | 1–6, 7–6, 7–6 |
| 3.   | 1999 | Даллас, США             | Тверде   | Пол Кілдеррі   | Мітч Спренгелмеєр Джейсон Вейр-Сміт     | 4–6, 6–3, 6–1 |
| 4.   | 1999 | Перт, Австралія         | Тверде   | Пол Кілдеррі   | Пол Бакканелло Джош Такфілд             | 6–4, 7–6(7–5) |
| 5.   | 2000 | Монтобан, Франція       | Ґрунт    | Лі Пірсон      | Тім Крічтон Ешлі Фішер                  | 6–1, 6–4      |
| 6.   | 2001 | Схевенінген, Нідерланди | Ґрунт    | Джордан Керр   | Брендон Коуп Тім Крічтон                | 6–3, 6–4      |
| 7.   | 2001 | Кордова, Іспанія        | Тверде   | Джордан Керр   | Еміліо Бенфеле Альварес Мікаель Льодра  | 6–3, 5–7, 6–3 |
| 8.   | 2001 | Київ, Україна           | Ґрунт    | Джордан Керр   | Кирило Іванов-Смоленський Вадим Куценко | 6–1, 7–6(7–3) |
| 9.   | 2002 | Бангкок, Таїланд        | Тверде   | Ентоні Росс    | Федеріко Бровне Рогір Вассен            | W/O           |